# プラスミン
プラスミン(plasmin, EC 3.4.21.7)は線溶系に属するタンパク質分解酵素(プロテアーゼ)の一種。セリンプロテアーゼ、エンドペプチダーゼに分類される。
反応はフィブリンやフィブリノーゲンを分解して血栓を分解するというものである。
プラスミンは通常、前駆体であるプラスミノーゲンの形で血漿に含まれており、プラスミノーゲンアクチベーター(ウロキナーゼ、組織プラスミノーゲンアクチベータ、ストレプトキナーゼ)によって活性化される。活性化はプラスミノーゲンのArg-Val間のペプチド結合の分解によって起きる。ただし、凝固系が働いているときはプラスミノーゲンアクチベータインヒビターによってプラスミノーゲンアクチベータが不活化している。プラスミンはプラスミンインヒビターと呼ばれるタンパク質によって阻害を受け、必要なときだけその作用を発揮するようになっている。
ヒトプラスミノーゲンの遺伝子は第6染色体のq26–27に存在する。糖タンパクで、分子量は700kD程度。